# بيتر ستورمار
بيتر ستورمار (Peter Stormare) ممثل سويدي (27 أغسطس 1953). شارك في عدة أفلام منها فارغو وليباوسكي الكبير وأرمجدون، اشتهر بتمثيل دور «جون أبروتزي» في بريزون بريك. ولد في السويد وهو من أصل روسي.بدأ حياته الفنية في المعهد الفني الملكي في السويد يؤدي خلال 11 سنه من العطاء.في عام 1990 م أصبح مديراً فنياً لمسرح الكرة الأرضية في طوكيو في اليابان ومثل خلالها العديد من المسرحيات للروائي ويليام شكسبير. مثل هاملت.في عام 1993 انتقل إلى نيويورك حيث بدأ بالظهور في الدعيات الإعلانية.

## أدواره في الرسوم المتحركة
- باتمان يواجه دراكولا - دراكولا
- ترانسفورمرز أنيميتد - ميلتداون

## وصلات خارجية
- بيتر ستورمار على موقع IMDb (الإنجليزية)
- بيتر ستورمار على موقع قاعدة بيانات الأفلام العربية
- بيتر ستورمار على موقع ألو سيني (الفرنسية)
- بيتر ستورمار على موقع ميوزك برينز (الإنجليزية)
- بيتر ستورمار على موقع أول موفي (الإنجليزية)
- بيتر ستورمار على موقع قاعدة بيانات برودواي على الإنترنت (الإنجليزية)
- بيتر ستورمار على موقع قاعدة بيانات الأفلام السويدية (السويدية)
- بيتر ستورمار على موقع إن إن دي بي (الإنجليزية)
- بيتر ستورمار على موقع أول ميوزيك (الإنجليزية)
- بيتر ستورمار على موقع ديسكوغز (الإنجليزية)